# Bengali (film)
Bengali (ang. The Lives of a Bengal Lancer) – amerykański film wojenno-przygodowy z 1935 roku w reżyserii Henry'ego Hathawaya. Opowieść o losach trzech brytyjskich oficerów prowadzących karną ekspedycję przeciw tubylczym plemionom w Indiach. 
Obraz otrzymał siedem nominacji do Oscara i ostatecznie statuetkę dla najlepszego asystenta reżysera (Clem Beauchamp i Paul Wing).

## Obsada
- Gary Cooper: porucznik Alan McGregor,
- Franchot Tone: porucznik Forsythe
- Richard Cromwell: porucznik Donald Stone
- Guy Standing: pułkownik Tom Stone
- C. Aubrey Smith: major Hamilton
- Kathleen Burke: Tania Volkanskaya
- Douglass Dumbrille: Mohammed Khan
- Monte Blue: Hamzulla Khan
- Colin Tapley: porucznik Barrett
- Akim Tamiroff: emir Otamanu
- J. Carrol Naish: wielki wezyr
- Noble Johnson: Ram Singh
- Lumsden Hare: generał major Sir Thomas Woodley
- Mischa Auer: pojmany Afridi (niewymieniony w czołówce)